# 道拉塔巴德
道拉塔巴德(波斯語：‎)是位于阿富汗法里亚布省的一个县。2009年，该区人口估计为95,800人。
该地区的中心是道拉塔巴德镇(人口5000)，海拔447米，位于从希比爾甘到邁馬納的路线中央。过去该地区有一个集市，有超过180家商店和商队。道拉塔巴德是阿富汗北部的地毯编织中心。
2014年4月24日至5月7日，该地区连续暴雨，暴雨引发的山洪导致公共设施、道路和农田遭到破坏。在多个村庄，超过486个家庭受到影响，5人死亡，250头牲畜死亡，5000杰里布农业用地受损。
塔利班于2021年6月占领了道拉塔巴德地区，并在当地杀死了至少24名阿富汗突击队员和5名警察。